# Pälltorpssjön
Pälltorpssjön är en sjö i Katrineholms kommun i Södermanland och ingår i Nyköpingsåns huvudavrinningsområde. Sjön har en area på 0,0597 kvadratkilometer och ligger 37 meter över havet.

## Delavrinningsområde
Pälltorpssjön ingår i det delavrinningsområde (653530-153225) som SMHI kallar för Utloppet av Eriksbergssjön. Medelhöjden är 43 meter över havet och ytan är 30,22 kvadratkilometer. Räknas de 68 avrinningsområdena uppströms in blir den ackumulerade arean 1 566,76 kvadratkilometer. Avrinningsområdets utflöde Nyköpingsån (Skräddartorpsån) mynnar i havet. Avrinningsområdet består mestadels av skog (54 procent), öppen mark (11 procent) och jordbruk (21 procent). Avrinningsområdet har 1,97 kvadratkilometer vattenytor vilket ger det en sjöprocent på 6,5 procent. Bebyggelsen i området täcker en yta av 0,24 kvadratkilometer eller 1 procent av avrinningsområdet.